# Ylva Hällen
Ylva Louise Hällen, född 18 oktober 1972 i Sollentuna, är en svensk författare, programledare, TV-producent, låtskrivare och illustratör. 

## Biografi
Hällen debuterade som programledare i september 2000 för SVT:s barnprogram Bolibompa och blev 2006 programmets producent.
Hon har skapat ett antal tv-serier för SVTbarn såsom Minimello, Superlördag, Pomos Piano, Ylvania, Supertipset och Superförvandlingen. Hon har även skrivit manus och regisserat flera familjeföreställningar för scen bland annat Piratdrottningen och Pomos Piano i Stormarnas storm.
I februari 2019 slutade Hällen sin anställning på SVT.
Hällen är tvåfaldigt nominerad till Grammis för Minimello i kategorin Årets Barnalbum åren 2012 och 2014. Hon har skrivit över 100 låttexter till tv-programmet Minimello i samarbete med olika kompositörer, bland andra Thomas G:son, Ola Salo, Tiffany Kronlöf, Fernando Fuentes, Niklas Strömstedt och Little Jinder.   
År 2016 debuterade Hällen som författare med boken Ylvania – Sagan om Ljusbäraren (Bonnier Carlsen), illustrerad av Marcus Gunnar Pettersson. Fantasyboken bygger vidare på tv-serien med samma namn och tilldelades 2017 Barnradions bokpris. 2018 kom uppföljaren Ylvania – de stulna skuggornas tid (Bonnier Carlsen).
Bok tre i serien om Ylvania, Hotet mot väktarstjärnan, kom ut hösten 2020. År 2021 utkom den fjärde boken: Ylvania – De bortglömdas stad. (Bonnier Carlsen). Den femte och sista boken i serien, Ylvania – Lysande trädets hemlighet, kom ut hösten 2022. 
Januari 2025 utkom "Den vettskrämda skogen" som är första delen i Ylva Hällens nya bokserie: Legenden om Vida Nyckelbärare. (Bonnier Carlsen)
Hällen driver tillsammans med Sara Edwardsson Barnens Bästa, en byrå som skriver manus och böcker. 2022 skrev Ylva Hällen och Sara Edwardsson julkalendern, Bergvaktarens hemlighet för Sveriges Radio.
De har också gett ut fem bilderböcker i serien Förskolan Skräckis (Bonnier Carlsen).
Som illustratör har hon bland annat gjort teckningarna till Sus och Dus i antologin Bom Bom utgiven av Rabén & Sjögren. Hösten 2007 kom hennes andra illustrerade bok ut på samma förlag: Sus och Dus gör en utflykt. 
Ylva Hällen är tvåfaldig vinnare av Guldörat. Barnmorgon med Ylva Hällen och Farzad Farzaneh vann Guldörat 2022 i kategorin Bästa morgonprogram. Mysteriesöndag som Ylva Hällen programleder och är upphovsperson till, vann Guldörat 2024.

### Övriga aktiviteter
Hällen har tävlat i SVT:s På spåret 2010, 2011 och 2013 tillsammans med Anna Charlotta Gunnarson. Laget tog sig till semifinal i alla tre säsongerna. Hon tävlade även med Jesper Rönndahl i På spårets julspecial 2016. Hon har varit kommentator för Junior Eurovision Song Contest år 2011, 2012, 2013 2014 med Edward af Sillén.
2013 delade Hällen ut pris vid det nyinstiftade Emmy Kids Award i New York.

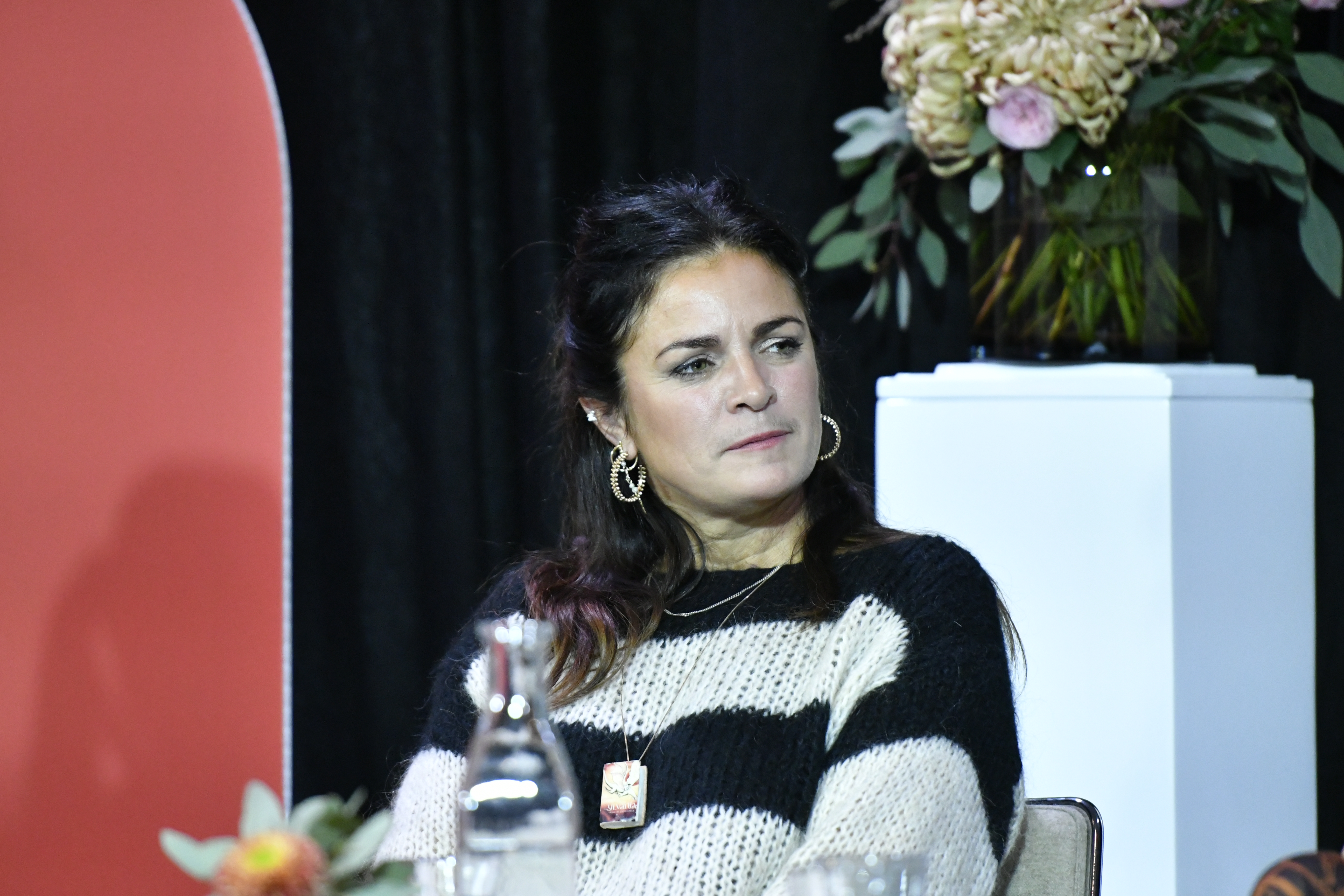
Ylva Hällén, 2024.

Hällen tävlade våren 2023 i Alla mot alla med Filip och Fredrik (säsong 9, grupp 2) tillsammans med Reuben Sallmander. 2024 tävlade Hällen i Jeopardy! och slutade tvåa i finalen. 

## TV-produktioner (urval)
- Helt magiskt, 2011
- Fångarna på fortet (tävlande 2015, 2016)
- Wild Kids 2013 (medverkande gäst)
- Smartare än en femteklassare 2013 (tävlande)
- På spåret, 2010, 2011, 2013, 2016 (tävlande)
- Doobidoo, 2011, 2012 (gästartist)
- Bolibompa, 2000-2013. Hällen har till och från arbetat som programledare, redaktör och producent för programmet.
- Ylvania, Sagan om den gyllene nyckeln, 2010 (upphovsman, manus programledare)
- Pomos Piano, Musik och Sagoprogram SVT Barn. 2008-2012 upphovsperson, regissör och producent). Hällen står också för storyline tillsammans med Henrik Ståhl.
- Jakten på det perfekta livet med programledare Hanna Hellquist, 2012 (redaktör)
- Hjälp vi flyttar ihop! Samhälle/Livsstilsprogram 2012 (reporter, programledare)
- Minimello, 2009–2017 (upphovsperson, låtskrivare, programledare, producent) Hällen har skrivit över 100 låttexter till programmet tillsammans med olika kompositörer, bland annat Thomas G:son, Ola Salo, Tiffany Kronlöf, Fernando Fuentes, Niklas Strömstedt, Little Jinder
- Midsommarvärd, Valborgsvärd SVT 2013
- Ylvania, Sagan om de tre drakarna, 2012 (upphovsperson, manus, programledare, dockspelare)
- Supershowen Underhållningsprogram 2015, 2016 (jurymedlem)
- Superlördag Äventyrsprogram SVT Barn 2013, 2014, 2015 & 2017 (manus, programledare)
- Mitt Sverige Samhällsprogram SVT 2016, (Reporter, Programledare)
- Världens Barn, TV-gala 2016 (Programledare + reporter på resa) 2014, 2015 medverkande.
- Supermysteriet, Äventyrsprogram på SVT Barn 2018,2019. Supermysteriet är en spin-of på Superlördag och Ylvania, Sagan om de tre drakarna.
- Supertipset Matlagningsprogram SVTBarn 2018 - 2021.
- Superförvandlingen SVTBarn 2018 - 2020.
- Supersagan 2 säsonger. Sagoprogram SVTBarn. 2019,2020.